# 沉默的雙眼
《沉默的雙眼》是一部2015年的美國、英國、韓國和西班牙合拍的驚悚片，由比利·雷執導兼編劇，妮可·基嫚、茱莉亞·羅勃茲、楚伊特·艾治奧福主演。電影是2009年阿根廷電影《谜一样的双眼》之重拍版，兩套電影均改編自Eduardo Sacheri的小說《他們眼中的問題》（La pregunta de sus ojos）。

## 劇情
雷（奇維托·艾吉佛）、潔絲（茱莉亞·羅勃茲）與克萊兒（妮可·基曼）分別是FBI的優秀探員與地方檢察官，合作無間的他們卻因為潔絲的小孩被殘殺後，人生就此產生前所未有的劇變。13年過去，犯下此謀殺案的兇手仍逍遙法外，此案延宕許久也遭當局勒令停止調查；即便如此，凶案仍在雷心中揮之不去，多年來，他契而不捨調查案件，終於讓他找出關鍵性的證據，而這些蛛絲馬跡也將帶出辦案人員、受害人家屬與兇手間微妙關係；因此得到令人出乎意料的結局。

## 演員
- 奇維托·艾吉佛 飾
- 妮可·基曼 飾
- 茱莉亞·羅勃茲飾

## 外部連結
- 開眼電影網上《沉默的雙眼》的資料（繁體中文）
- 豆瓣电影上《沉默的雙眼》的資料 （简体中文）
- 时光网上《沉默的雙眼》的資料（简体中文）
- AllMovie上《沉默的雙眼》的资料（英文）
- 爛番茄上《沉默的雙眼》的資料（英文）
- Box Office Mojo上《沉默的雙眼》的資料（英文）
- TCM电影资料库上《沉默的雙眼》的资料（英文）
- Metacritic上《沉默的雙眼》的資料（英文）
- 互联网电影数据库（IMDb）上《沉默的雙眼》的资料（英文）